# Ellmendingen
Ellmendingen ist ein Ortsteil der Gemeinde Keltern im Enzkreis.
Mit 2.514 Einwohnern ist der Ort der zweitgrößte Ortsteil sowie Verwaltungssitz der Gemeinde.

## Geographische Lage
Ellmendingen gehörte früher zu dem Großherzogtum Baden und trennte mit der Gaststätte Grenzsägmühle Baden und Württemberg (die Mühle existiert heute nicht mehr).
Der Arnbach durchfließt die Ortsmitte.
Ellmendingen ist umgeben von Weinbergen.
Die nächsten Großstädte zu Ellmendingen sind Pforzheim (10 km östlich) und Karlsruhe (17 km nordwestlich).
Nachbarorte sind die zur gleichen Gemeinde gehörende Ortsteile Dietlingen, sowie Weiler, Niebelsbach und Dietenhausen.

## Geschichte
In Schriften des Klosters Reichenau wurde Ellmendingen zum ersten Mal urkundlich erwähnt im Jahre 919 unter dem Namen Alsmindiga wahrscheinlich abstammend von den Personennamen Almund oder Almut.
Das Wappen des Ortes zeigt ein schwarzes „E“ auf einem gelben Hintergrund.

## Sehenswürdigkeiten

### Ellmendinger Kelter
Eine Sehenswürdigkeit in Ellmendingen ist die Ellmendinger Kelter aus dem 16. Jahrhundert. In ihr wurde das letzte Mal 1937 „gekeltert“. Ein Neubau in 1939 übernahm ihre Aufgaben. Ein im alten Kelterstübchen eingerichtetes Heimatmuseum zeigt eine Wohnung um 1900 und präsentiert die Arbeitswelt alter Handwerksberufe.

### Barbarakirche
Steinerne Zeugen aus der Ersterwähnung Ellmendingens ist die Wehrkirche „Barbarakirche“
Am Fronleichnamstag 1404 wurde der Grundstein zum Turm der Kirche gelegt, wobei Reste der Fundamente eines römischen Heiligtums gefunden wurden. Auch eine römische Leugensäule (Entfernungsmarke) zählt zu den Funden.
Sie hat besondere Fenster mit „biblischen“ Verkehrszeichen und ist im gotischen Stil gebaut worden.

### Wohnhaus Johannes Kepler
Im Haus in der Durlacher Straße 24 lebte Johannes Kepler. Der Astronom und Mathematiker wohnte von 1579 bis 1584 mit seinen Eltern in Ellmendingen, wo sein Vater das Gasthaus Sonne gepachtet hatte. Eine Gedenktafel am Haus hält dies in Erinnerung.
Die „Johannes Kepler Grundschule Ellmendingen“ ist nach dem Astronom benannt.

## Persönlichkeiten
- Gregor Moch (1545–1608), geboren in Ellmendingen; Hofrat des Markgrafen Georg Friedrich von Baden – Durlach
- Johannes Kepler (1571–1630), wohnte von 1579 bis 1584 mit seinen Eltern in Ellmendingen.
- Bruno Augenstein (1923–2005), geboren in Ellmendingen, Mathematiker und Physiker